# Глинська волость (Олександрійський повіт)
Глинська волость — історична адміністративно-територіальна одиниця Олександрійського повіту Херсонської губернії.
Станом на 1886 рік складалася з 7 поселень, 5 сільських громад. Населення — 10456 осіб (5137 чоловічої статі та 5319 — жіночої), 1918 дворових господарства.
|                     | Площа, десятин | У тому числі орної, дес. |
| ------------------- | -------------- | ------------------------ |
| Сільських громад    | 19365          | 17897                    |
| Приватної власності | 15221          | 5171                     |
| Казенної власності  | —              | —                        |
| Іншої власності     | 153            | 145                      |
| Загалом             | 33060          | 22147                    |

Найбільші поселення волості:
- Глинськ — село при річці Цибульник за 35 верст від повітового міста, 2118 особи, 378 дворів, 2 православні церкви, 3 лавки, торжки.
- Золотарівка — село при річці Цибульник, 1926 осіб, 374 двори, православна церква, 4 лавки.
- Іванківці — село при річці Цибульник, 3025 осіб, 551 двір, православна церква, школа.
- Микільське — село при річках Цибульник та Волочаївка, 1111 осіб, 219 дворів, православна церква, земська станція, лавка.
- Янів — село при річці Березівка, 1177 осіб, 374 двори, православна церква, школа, 3 лавки.

За даними 1896 року у волості налічувалось 39 поселень, 2169 дворових господарств, населення становило 9978 осіб.